# Alexander Schallenberg

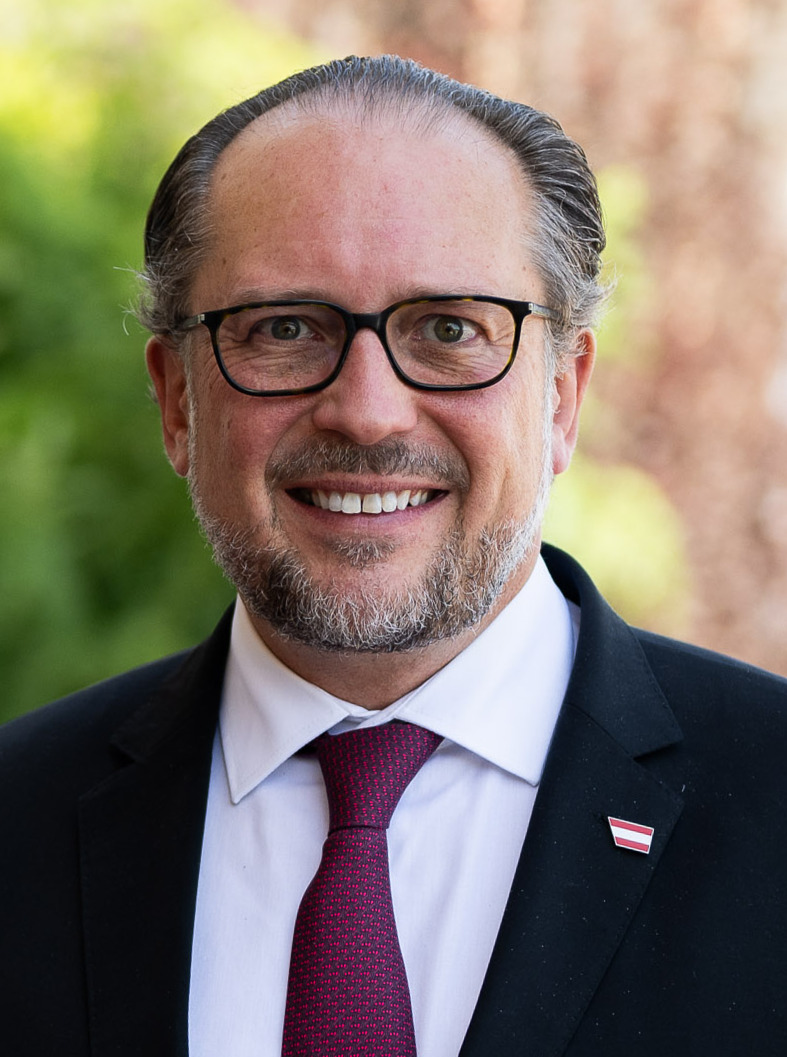
Alexander Schallenberg (2023)

Alexander Georg Nicolas Schallenberg (* 20. Juni 1969 in Bern, Schweiz) ist ein österreichischer Jurist, Diplomat und ehemaliger Politiker (ÖVP). Er war von Oktober 2021 bis Dezember 2021 sowie von Jänner 2025 bis März 2025 Bundeskanzler der Republik Österreich (Bundesregierung Schallenberg, Einstweilige Bundesregierung Schallenberg). Von Juni 2019 bis Oktober 2021 sowie von Dezember 2021 bis März 2025 war er Bundesminister für europäische und internationale Angelegenheiten.

## Familie und Studium
Alexander Georg Nicolas Schallenberg entstammt der einst adeligen Familie Schallenberg und ist Sohn des ehemaligen Botschafters und Generalsekretärs des Außenministeriums Wolfgang Schallenberg. Seine Mutter war Schweizerin, sein Großvater war der Schweizer Bankmanager Alfred Schaefer, langjähriger Verwaltungsratspräsident der Schweizerischen Bankgesellschaft.
Schallenberg wuchs in Indien, Spanien und Paris – den Botschafterstationen seines Vaters – auf und studierte zwischen 1989 und 1994 Rechtswissenschaften an der Universität Wien und der Université Paris II Panthéon-Assas. Danach absolvierte er bis 1995 ein postgraduales LL.M-Studium am Collège d’Europe in Brügge.

## Diplomatische und politische Karriere

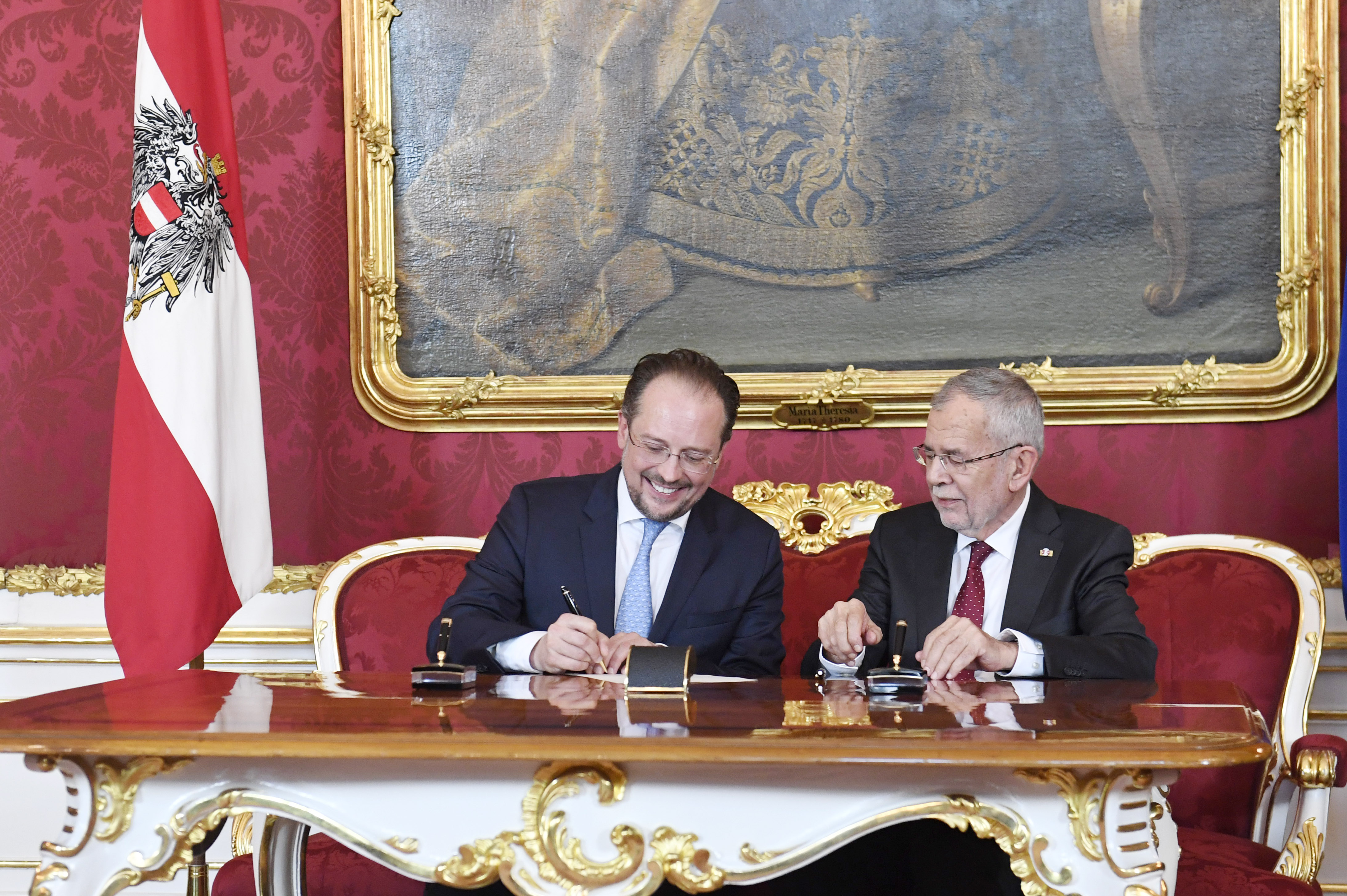
Alexander Schallenberg (links) bei der Angelobung zum Bundesminister für Europa, Integration und Äußeres mit Bundespräsident Alexander Van der Bellen (2019)

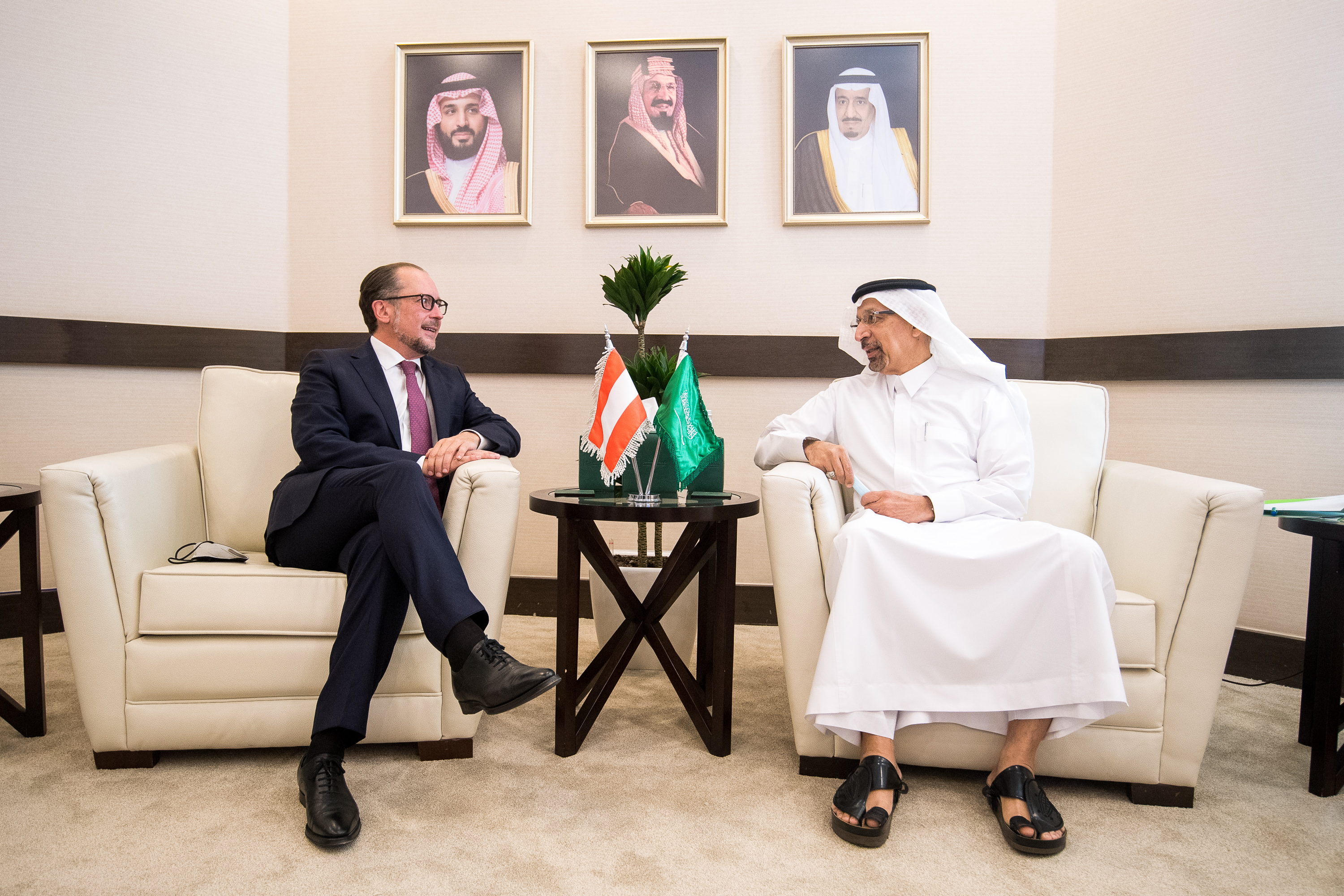
Schallenberg und der saudische Investitionsminister Chalid al-Falih in Riad (2021)

Nach erfolgreicher Absolvierung der Aufnahmeprüfung (A-Préalable) trat Schallenberg 1997 ins Außenministerium ein. Von 2000 bis 2005 leitete er die Rechtsabteilung der Ständigen Vertretung Österreichs bei der Europäischen Union in Brüssel. 2006 wurde er Pressesprecher der damaligen Außenministerin Ursula Plassnik und setzte diese Tätigkeit auch unter ihrem Nachfolger Michael Spindelegger fort. Unter Außenminister Sebastian Kurz wurde Schallenberg 2013 zum Leiter der Stabstelle für strategische außenpolitische Planung ernannt. 2016 übernahm er die Leitung der Europa-Sektion des Außenministeriums.
Im Zuge der Regierungsbildung der Bundesregierung Kurz I nach der Nationalratswahl 2017 verhandelte er auf Seite der ÖVP in der Untergruppe für Europa und Außenpolitik. Als sein Gegenpart verhandelte für die FPÖ die spätere Außenministerin Karin Kneissl.
Nach der Übertragung der EU-Agenden vom Außenministerium ins Bundeskanzleramt wurde Schallenberg am 1. März 2018 mit der Leitung der EU-Koordinationssektion des Bundeskanzleramtes betraut und nahm in dieser Funktion eine entscheidende Rolle bei der Vorbereitung und Durchführung des österreichischen EU-Ratsvorsitzes 2018 ein.
Unter Bundeskanzlerin Brigitte Bierlein wurde Schallenberg am 3. Juni 2019 zum Bundesminister für Europa, Integration und Äußeres bestellt. Am 6. Juni wurde er zusätzlich zum Kanzleramtsminister ernannt und mit der Leitung der Agenden für EU, Kunst, Kultur und Medien bis zum Ende der Bundesregierung Bierlein betraut. Als einziges Mitglied der Übergangsregierung blieb er auch nach Bildung der Bundesregierung Kurz II im Amt und wurde am 7. Jänner 2020 erneut als Bundesminister für Europa, Integration und Äußeres angelobt.
Ab dem 29. Jänner 2020 war er Bundesminister für europäische und internationale Angelegenheiten in der Bundesregierung Kurz II. Das gleiche Amt übte er dann ab 6. Dezember 2021 in der Regierung von Karl Nehammer aus. Am 6. Jänner 2025 gab er bekannt, nicht als Außenminister in der möglichen Koalition zwischen FPÖ und ÖVP zur Verfügung zu stehen.
Für die Denkfabrik Europe's Futures Initiative (EFI) der Erste Stiftung und des Instituts für die Wissenschaft vom Menschen (IWM) wurde er Mitte 2025 zum Präsidenten bestellt.

## Bundeskanzler

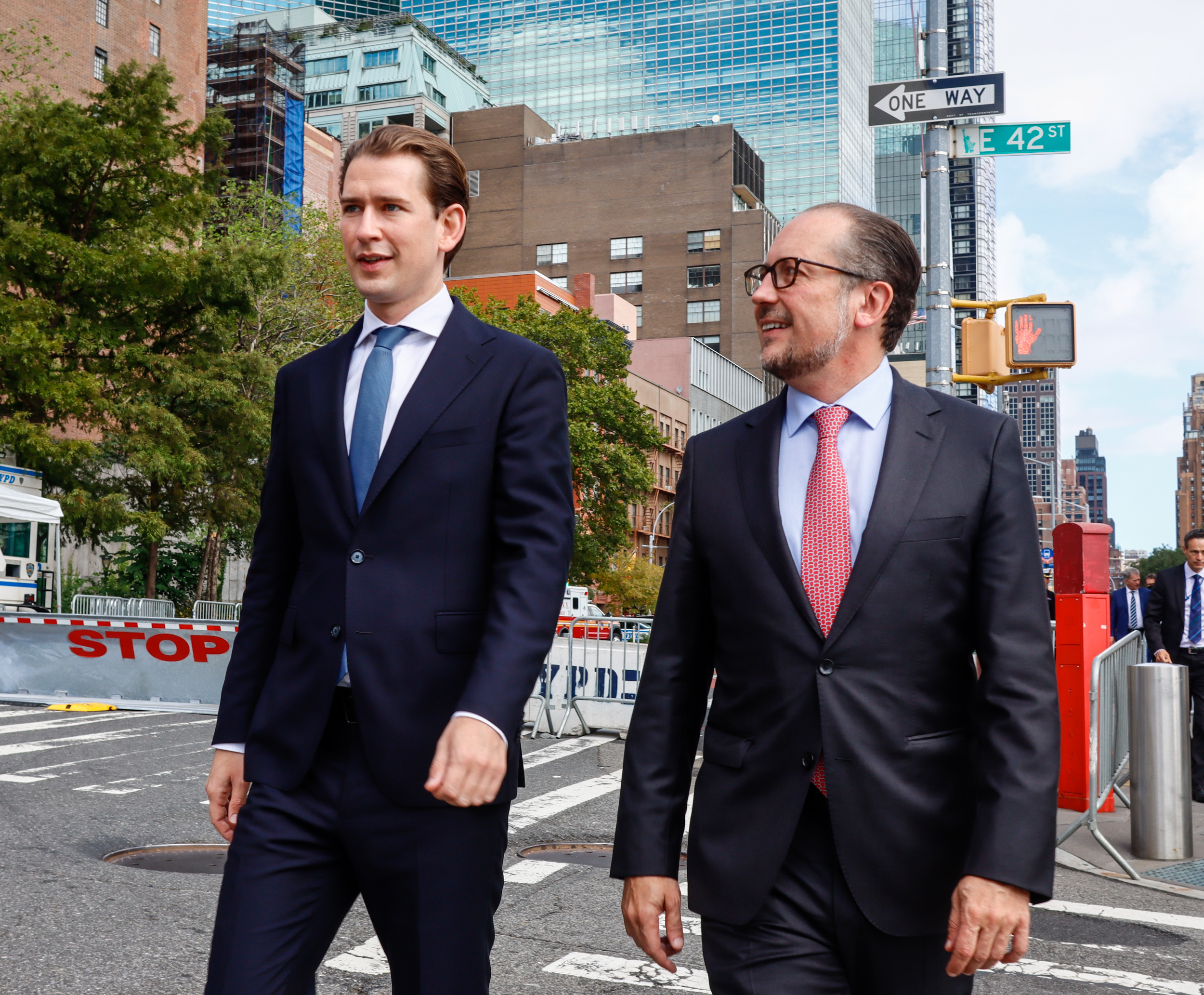
Schallenberg mit seinem Amtsvorgänger als Bundeskanzler und Intimus Sebastian Kurz in New York (2021)

Ab dem 11. Oktober 2021 war Schallenberg Bundeskanzler von Österreich. Er wurde vom Bundespräsidenten auf Vorschlag der ÖVP ernannt, als der bis dahin amtierende Kanzler Kurz wegen der ÖVP-Korruptionsaffäre vom Amt zurücktrat. Er stand der Bundesregierung Schallenberg vor, in der das Amt des Außenministers von Michael Linhart bekleidet wurde. Der über keine Hausmacht in der ÖVP verfügende Schallenberg sah sich in seiner kurzen Amtszeit dem Einfluss des weiter als Parteichef fungierenden Kurz und der ÖVP-Landesvorsitzenden ausgesetzt; zeitgleich gingen die Grünen als Noch-Koalitionspartner auf Distanz. In dieser Gemengelage musste Schallenberg umstrittene Entscheidungen wie Lockdown und Impfpflicht nach außen hin vertreten. Nach dem Rückzug von Sebastian Kurz aus der Politik und dessen Rücktritt als Obmann der Österreichischen Volkspartei am 2. Dezember 2021 stellte auch Alexander Schallenberg sein Amt als Bundeskanzler zur Verfügung: „Es ist nicht meine Absicht und war nie mein Ziel, die Funktion des Bundesparteiobmanns der Neuen Volkspartei zu übernehmen. Ich bin der festen Ansicht, dass beide Ämter – Regierungschef und Bundesparteiobmann der stimmenstärksten Partei Österreichs – rasch wieder in einer Hand vereint sein sollten“, erklärte er seine Rücktrittsankündigung in einer schriftlichen Stellungnahme. Schallenberg wurde am 6. Dezember 2021 als Bundeskanzler vom neuen ÖVP-Chef Karl Nehammer abgelöst und bekleidete in der Bundesregierung Nehammer erneut das Amt des Außenministers.
Nach dem Rücktritt von Karl Nehammer wurde Schallenberg am 10. Jänner 2025 gemäß Art. 71 B-VG von Bundespräsident Alexander Van der Bellen „mit der Fortführung der Verwaltung des Bundeskanzleramtes und mit dem Vorsitz in der einstweiligen Bundesregierung“ betraut. Er übte gleichzeitig weiterhin sein Amt als Außenminister aus. Mit der Angelobung von Christian Stocker (Bundesregierung Stocker) schied er aus der Politik aus.

## Kritik
In Zusammenhang mit verschärften Maßnahmen während der COVID-19-Pandemie wurde unter Schallenberg als Bundeskanzler Anfang November 2021 die 2G-Regel beschlossen und eingeführt. Im Zuge dessen sagte er, man werde „die Zügel für Ungeimpfte straffer ziehen“ müssen und dass der „Winter und Weihnachten für Ungeimpfte ungemütlich“ werden würden. Die Wortwahl wurde vor allem von maßnahmen- und impfkritischen Parteien wie FPÖ und MFG kritisiert.
Im Februar 2022 erntete Schallenbergs Aussage im Ukrainekonflikt Kritik, in der er ausdrückte, Österreich habe 1938 erlebt, wie es wäre, allein gelassen zu werden. Damit die Opferthese bemüht zu haben, wies Schallenberg als Missverständnis zurück.
Aussagen von Schallenberg im Jänner 2023, in denen er zu einer gemäßigten Haltung gegenüber der Aggression Russlands aufrief, stießen in der Ukraine auf wenig Verständnis. Das ukrainische Außenministerium lud ihn nach Dnipro ein, um seine Argumente den Familien der 44 Opfer des russischen Raketenangriffs auf ein Wohngebäude vorzutragen, während gleichzeitig Kritik an Aufrufen zur Aufrechterhaltung des Dialogs mit Russland geäußert wurde, da dies als Unterstützung für weitere Aggressionen wahrgenommen werde.
Im April 2023 standen das Außenministerium und Schallenberg unter Kritik, einen Iraner und dessen österreichischen Ehemann vor dem Iran exponiert zu haben. Die Volksanwältin Gaby Schwarz ortete schwere Verfehlungen, Schallenberg äußerte sich dazu nicht.
Im Herbst 2023 sagte Schallenberg, Abschiebungen seien die Achillesferse des gesamten Asyl- und Migrationssystems.

## Privatleben
Schallenberg heiratete 1995 die Französin und Belgierin Marie-Isabelle Hénin (geb. 1969 in Uccle), von der er seit nicht bekanntem Zeitpunkt geschieden ist. Sie ist eine Enkelin des französischen Architekten Noël Le Maresquier, ihre Mutter war eine Nichte des französischen Premierministers Michel Debré. Ihre Familie wurde von Pierre Bourdieu als Beispiel für den französischen „Staatsadel“ erwähnt. Er ist Vater von vier Kindern.
Dem Eintrag zu Alexander Schallenberg im Genealogischen Handbuch des Adels zufolge soll er mit allen seinen Vornamen römisch-katholisch auf Alexander Georg Nicolas Christoph Wolfgang Tassilo getauft sein. In einem Interview mit der Zeitung Heute im Oktober 2021 stellte Schallenberg klar Alexander Georg Nicolas zu heißen, die Herkunft der anderen Namen, die in den Medien kursierten (wie unter anderen in News.at) könne er sich nicht erklären, einen Tassilo würde es in seinem Stammbaum nicht geben.

## Auszeichnungen
- 2019: Grosskreuz des Fürstlich Liechtensteinischen Verdienstordens[29]
- 2020: Cavaliere di Gran Croce des Verdienstordens der Italienischen Republik[30]
- 2025: Großes Goldenes Ehrenzeichen am Bande für Verdienste um die Republik Österreich[31]

## Publikationen
- mit Christoph Thun-Hohenstein: Die EU-Präsidentschaft Österreichs: eine umfassende Analyse und Dokumentation des zweiten Halbjahres 1998. Manz, Wien 1999, ISBN 978-3-214-01939-6.